# Digestión en el ser humano

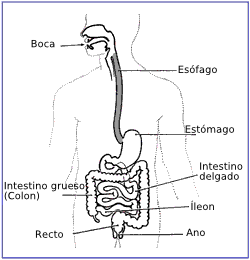
Diagrama del tracto digestivo en el ser humano.

La digestión en el ser humano es el proceso mediante el cual los alimentos y bebidas se descomponen en sus partes más pequeñas para que el cuerpo pueda usarlos como fuente de energía, y para formar y mantener los tejidos. Comienza en la boca, cuando masticamos y comemos, y termina en el intestino delgado. Cuando comemos, los alimentos no están en una forma que el cuerpo pueda aprovechar sus componentes para nutrirse. Los alimentos y bebidas que consumimos deben transformarse en moléculas más pequeñas antes de ser absorbidos a través de la sangre y ser transportados a las células de todo el cuerpo. El proceso químico varía un poco dependiendo de la clase de alimento.

## Masticación
La masticación es una parte de la función digestiva presente en una gran variedad de animales, incluido los seres humanos. Es el proceso mediante el cual se tritura la comida previamente ingerida al comienzo de la digestión.
En los seres humanos, la masticación es realizada por los dientes, principalmente por los molares, en colaboración con la lengua. Estas piezas dentales tienen unas "cúspides" en la superficie de contacto con el alimento y, por efecto del movimiento de la mandíbula se desplazan lateralmente para favorecer la masticación. El producto de la masticación es el bolo alimenticio. 
En este proceso se produce la amilasa que sirve para facilitar la digestión del almidón.

## La producción de los jugos digestivos
Las glándulas del sistema digestivo son también importantes en el proceso de la digestión, porque producen tanto los jugos que descomponen los alimentos como las hormonas que controlan el proceso.
La saliva que ésta produce contiene dos enzimas: la amilasa salivar o ptialina que comienza a digerir el almidón de los alimentos y lo transforma en moléculas más pequeñas y la lisozima que actúa eliminando gran cantidad de bacterias, sobre todo bacterias tipo Gram positivas por lisis.
El siguiente grupo de glándulas digestivas se encuentra en la membrana que tapiza el estómago. Producen el jugo gástrico, que contiene agua, ácido clorhídrico (que cambia el pH del medio y activa las proenzimas) y tres enzimas: la pepsina, que en presencia de ácido fragmenta las proteínas; la renina o cuajo, que coagula la caseína de la leche; y la lipasa gástrica, que disgrega las grasas en ácidos grasos y glicerol.
Después de que el estómago vierte los alimentos y su jugo en el intestino delgado, los jugos de otros dos órganos se mezclan con ellos para continuar el proceso. Uno de esos órganos es el páncreas, que segrega jugo pancreático rico en enzimas que descomponen los hidratos de carbono, las grasas y las proteínas de los alimentos. Otras enzimas que participan en el proceso provienen de glándulas de la pared intestinal o forman parte de ella.
El hígado produce la bilis, otro jugo digestivo que se almacena en la vesícula biliar. Cuando comemos, la bilis se vierte por las vías biliares al intestino y se mezcla con las grasas de los alimentos. Los ácidos biliares disuelven las grasas en el contenido acuoso del intestino grueso.

### Principales enzimas digestivas
| Fuente           | Alimento atacado                                             | Enzima                                              | Producto                                             |
| ---------------- | ------------------------------------------------------------ | --------------------------------------------------- | ---------------------------------------------------- |
| Saliva           | Almidón                                                      | Ptialina                                            | Maltosa                                              |
| Jugo gástrico    | Proteína                                                     | Pepsina                                             | Polipéptido                                          |
| Jugo pancreático | Lípido, Polipéptido, Péptido, proteína, almidones            | Amilasa, Lipasa, Tripsina, Quimotripsina, Peptidasa | Glicerina, ácidos grasos, péptidos, aminoácidos      |
| Jugo intestinal  | Azúcar refinado, maltosa, azúcar de leche, lípidos, péptidos | Maltasa, Lactasa, Lipasa, Erepsina, sucrasa         | Monosacárido, glicerina y ácidos grasos, aminoácidos |

## Absorción y transporte de los nutrientes
La mucosa intestinal va absorbiendo los productos de la digestión. La absorción intestinal a nivel del intestino delgado se hace a través de vellosidades intestinales delgadas, las cuales absorben el quimo (bolo alimenticio tras pasar por los procesos del estómago). En el intestino delgado se absorben proteínas, lípidos y otros principios esenciales. En el intestino grueso, se terminan de absorber todos los nutrientes que no fueron absorbidos en el intestino delgado, como agua y electrolitos.
Los materiales absorbidos atraviesan la mucosa y pasan a la sangre y son distribuidos a otras partes del cuerpo para almacenarlos o para que pasen por otras modificaciones químicas. Esta parte del proceso varía dependiendo de los diferentes tipos de nutrientes.
- Glúcidos o hidratos de carbono. Un adulto promedio consume cerca de un cuarto de kilogramo de hidratos de carbono al día. Muy a menudo, los alimentos portadores de glúcidos contienen al mismo tiempo almidón, que es digerible, y fibra, que no lo es.

Los hidratos de carbono digeribles se descomponen en moléculas más sencillas por la acción de las enzimas de la saliva, del jugo pancreático y de la mucosa intestinal. El almidón se digiere en dos etapas: primero, una enzima de la saliva y del jugo pancreático lo descompone en moléculas de maltosa; luego, la maltasa, una enzima de la mucosa del intestino delgado, divide la maltosa en moléculas de glucosa que pueden absorberse en la sangre. La glucosa es transportada por el torrente sanguíneo hasta el hígado, en donde se almacena.
- El azúcar común, constituido en su mayor parte por sacarosa, es digerido por una enzima de la mucosa del intestino delgado llamada sacarasa, que lo convierte en glucosa y fructosa, cada una de las cuales puede absorberse en el intestino y pasar a la sangre.

La leche contiene lactosa, otro tipo de azúcar que se transforma en moléculas fáciles de absorber (glucosa y galactosa) mediante la acción de una enzima llamada lactasa, que se encuentra en la mucosa intestinal.
- Proteínas. Las proteínas son moléculas grandes que deben ser descompuestas por enzimas antes de que se puedan utilizar para fabricar y reparar los tejidos del cuerpo. Una enzima del jugo gástrico comienza la digestión de las proteínas ingeridas. El proceso termina en el intestino delgado. Allí, varias enzimas del jugo pancreático y de la mucosa intestinal descomponen las enormes moléculas en unas mucho más pequeñas, llamadas aminoácidos. Estos pueden absorberse en el intestino delgado y pasar a la sangre, que los lleva a todas partes del cuerpo para fabricar las paredes celulares y otros componentes de las células.

- Grasas. Las moléculas de grasas son una importante fuente de energía para el cuerpo. El primer paso en la digestión de una grasa es disolverla en el contenido acuoso del intestino. Los ácidos biliares producidos por el hígado actúan como detergentes naturales que disuelven las grasas en agua y permiten que las enzimas descompongan sus grandes moléculas en moléculas más pequeñas, algunas de las cuales son los ácidos grasos y el colesterol. Los ácidos biliares se unen a los ácidos grasos y al colesterol para ayudarlos a pasar al interior de las células de la mucosa. En ellas, las moléculas pequeñas vuelven a formar moléculas grandes, la mayoría de las cuales pasan a los vasos linfáticos cercanos al intestino. Estos vasos llevan las grasas modificadas a las venas del tórax y la sangre las transporta hacia los lugares de depósito en distintas partes del cuerpo.

- Vitaminas. Otros integrantes fundamentales de nuestra comida absorbidos en el intestino delgado son las vitaminas. Estas sustancias químicas se agrupan en dos clases, según el líquido en el que se disuelven: hidrosolubles (todas las vitaminas del complejo B y la vitamina C) y liposolubles (las vitaminas A, D y K).

- Agua y sal. La mayoría del material que se absorbe del intestino grueso es agua, en la que hay sal disuelta. El agua y la sal vienen de los alimentos y líquidos que consumimos, y de los jugos que las glándulas digestivas secretan. En el intestino de un adulto sano se absorbe más de  4 l de agua con más de 30 g de sal cada 24 horas.

## Motilidad del intestino delgado
El intestino delgado, es donde el proceso de la digestión tiene lugar durante más tiempo, en concordancia con su mayor longitud. Tiene dos funciones principales : mezclar e impulsar. Las contracciones anulares múltiples ( 1-2 cm ) denominadas de segmentación, aparecen frecuentemente en el intestino delgado y producen movimiento del quimo.
La frecuencia de las contracciones segmentarias dependen de la frecuencia del ritmo eléctrico básico (REB). Éstas son menos frecuentes en la porción distal del intestino delgado. El duodeno tiene un REB de 11 ciclos por minuto, mientras las contracciones en el íleon son 8 ciclos por minuto. Este decrecimiento en el REB facilita el movimiento del quimo distalmente
Como en otros lugares del intestino, las contracciones musculares del intestino delgado son estimuladas por factores intrínsecos y extrínsecos. Por ejemplo la CCK, la ACETIL COLINA son sustancias estimulantes. Los antagonistas alfa adrenérgicos, el óxido nítrico y el glucagón son inhibidores.
Las contracciones propulsivas del intestino delgado son menos frecuentes que las de segmentación.
Después de la ingestión del alimento y la entrada de quimo gástrico al intestino se presenta un aumento de las contracciones peristálticas. El estímulo para estas contracciones es la distensión del intestino delgado.
Durante el periodo de ayuno o periodos Inter digestivos, se presenta un patrón propulsivo muy bien definido. Este patrón se caracteriza por una actividad motora cíclica del estómago al íleon. Cada ciclo está compuesto de 3 fases que son:
- FASE I. Fase de reposo.
- FASE II. Fase irregular de potenciales en espiga y contracciones.
- FASE III. Fase regular de potencias en espiga y contracciones.

Estas fases conforman el complejo motor migrante (CMM), se presenta cada 90 minutos y avanza 5cm/minuto. Algunas hormonas han sido implicadas en el control del CMM como es la motilina, somatostatina y los opioide / opioides. El papel del CMM parece ser el de la " limpieza del intestino". El sistema nervioso entérico coordina esta actividad.
Finalmente, todos los nutrientes digeridos se absorben a través de las paredes intestinales. Los productos de desecho de este proceso comprenden partes no digeridas de los alimentos, conocidas como fibra alimentaria / fibra, y células viejas que se han desprendido de la mucosa. Estos materiales son impulsados hacia el colon, en el cual permanecen generalmente durante uno o dos días, hasta cuando se expulsa la materia fecal durante la deposición.

## Motilidad colónica
El colon de un adulto recibe entre 0,5 y 2,5 L de quimo por día. Este consiste en residuos no digeridos de la comida, además de agua y electrolitos. El colon debe reducir este volumen a unos 100-200 g de materia fecal. Las contracciones del colon hacen que éste se abra y cierre como un acordeón. Las contracciones segmentarias de las capas circulares dividen el colon en segmentos que se denominan haustras y representa la actividad motora más importante. La frecuencia de las segmentaciones depende del REB, siendo éstas más frecuentes en la parte distal.
Tres a cuatro veces al día se presentan movimientos en masa, tienden a presentarse después de las comidas y su misión es la de impulsar el contenido colónico hacia el sigmoides.

## Función rectal y defecación
El recto tiene dos funciones primarias, sirven como almacenamiento de las heces y la de expulsión de estas. Cuando esta capacidad de almacenamiento se excede, se produce un estímulo a los receptores de distensión que origina una contracción de la musculatura del recto y relajación de los esfínteres. Entonces el individuo inicia el proceso de defecación, con los siguientes cambios fisiológicos, cierre de la glotis, fijación del diafragma, contracción de la pared abdominal y relajación de los esfínteres.

## Otros patrones de motilidad específicos
El primero es el vómito, que está frecuentemente asociado con náuseas y puede ser producido por diferentes estímulos. Cuando el centro del vómito del cerebro es estimulado se presenta una respuesta que consiste en cierre de la glotis después de la inspiración, contracción de los músculos abdominales que aumentan la presión intraabdominal y ondas peristálticas inversas que se inician en la porción superior del intestino delgado.
El segundo es un estado adinámico que se denomina íleo que se puede iniciar por múltiples causas entre ellas un proceso inflamatorio intestinal, traumático o por medicamentos. En este período no hay CMM y en general no hay actividad motora. Esto último recibe la influencia de varios factores, como la naturaleza de los alimentos (especialmente su contenido de grasas y proteínas) y el grado de actividad muscular del estómago y del intestino delgado. A medida que los alimentos se digieren en el intestino delgado y se disuelven en los jugos del páncreas, el hígado y el intestino, el contenido intestinal se va mezclando y avanzando para facilitar la digestión adicional.